# 陸上自衛隊中央管制気象隊
中央管制気象隊（ちゅうおうかんせいきしょうたい、JGSDF Central Air Traffic Control & Weather Services:C-ACWx）は、陸上自衛隊市ヶ谷駐屯地（東京都新宿区）に駐屯する防衛大臣直轄の航空科（管制気象）部隊である。

## 概要
隊長は、1等陸佐（三）が充てられ、方面管制気象隊に対する航空管制・航空気象業務の指導・統制および陸上幕僚監部に対する気象支援を任務とするほか、防衛省庁舎A棟屋上ヘリポートの管理を担当している。

## 沿革
- 1962年（昭和37年）1月18日：通信団の隷下部隊として航空保安通信隊が編成完結[1]。

陸上自衛隊中央管制気象隊
- 1968年（昭和43年）3月1日：航空保安通信隊が長官直轄部隊の陸上自衛隊中央管制気象隊に改編[2]。
- 1974年（昭和49年）8月：航空自衛隊から飛行管理業務（陸自分）を引継。
- 1979年（昭和54年）4月：

1. 気象中枢勤務班を航空自衛隊府中基地に新編。
2. 副隊長職を新設。

- 1998年（平成10年）2月：陸上自衛隊中央管制気象隊が市ヶ谷駐屯地に移転を開始。
- 2000年（平成12年）4月：陸上自衛隊中央管制気象隊が市ヶ谷駐屯地に移転を完了。
- 2004年（平成16年）3月：東部方面航空隊から市ヶ谷ヘリポート管理業務を引継。

## 部隊編成
- 陸上自衛隊中央管制気象隊本部
- 本部班
- 飛行管理班
- 通信班
- 気象班
- 気象中枢班（航空自衛隊府中基地）
- 市ヶ谷ヘリポート運航支援班

## 主要幹部
| 官職名           | 階級    | 氏名   | 補職発令日     | 前職                                                     |
| ---------------- | ------- | ------ | -------------- | -------------------------------------------------------- |
| 中央管制気象隊長 | 1等陸佐 | 吉田智 | 2024年08月01日 | 陸上自衛隊教育訓練研究本部勤務 ※2025年7月1日 1等陸佐昇任 |

| 代 | 氏名                 | 在職期間                        | 前職                                                     | 後職                                                        |
| -- | -------------------- | ------------------------------- | -------------------------------------------------------- | ----------------------------------------------------------- |
| 01 | 立薗薫               | 1968年03月01日 - 1972年07月16日 | 通信団本部付 →1969年7月1日 1等陸佐昇任                   | 中央管制気象隊勤務                                          |
| 02 | 木幡孝夫             | 1972年07月17日 - 1975年07月15日 | 東部方面管制気象隊長 →1973年1月1日 1等陸佐昇任           | 陸上幕僚監部総務課勤務                                      |
| 03 | 甲斐久司             | 1975年07月16日 - 1978年07月31日 | 東部方面管制気象隊長 →1976年1月1日 1等陸佐昇任           | 東部方面総監部勤務                                          |
| 04 | 緑川四郎             | 1978年08月01日 - 1980年03月16日 | 中央管制気象隊勤務                                       | 西部方面航空隊副隊長                                        |
| 05 | 有馬峯和             | 1980年03月17日 - 1983年03月15日 | 陸上自衛隊航空学校総務部長                               | 西部方面総監部総務部総務課長                                |
| 06 | 木林宗治             | 1983年03月16日 - 1985年08月07日 | 第1ヘリコプター団本部勤務 →1983年4月1日 1等陸佐昇任      | 中部方面航空隊副隊長                                        |
| 07 | 藤本忠男             | 1985年08月08日 - 1986年07月31日 | 第2ヘリコプター隊長                                      | 東部方面総監部勤務                                          |
| 08 | 新島章一             | 1986年08月01日 - 1988年03月15日 | 陸上自衛隊航空学校霞ヶ浦分校 総務課長                    | 東北方面航空隊長 兼 霞目駐屯地司令                          |
| 09 | 四宮勝               | 1988年03月16日 - 1989年07月31日 | 陸上自衛隊航空学校霞ヶ浦分校 総務課長                    | 東部方面総監部勤務                                          |
| 10 | 河田達郎             | 1989年08月01日 - 1990年07月31日 | 第2ヘリコプター隊長                                      | 東部方面総監部勤務                                          |
| 11 | 竹内武司             | 1990年08月01日 - 1993年03月23日 | 中央管制気象隊副隊長                                     | 東部方面総監部勤務                                          |
| 12 | 松村興延 （2等陸佐） | 1993年03月24日 - 1994年03月22日 | 自衛隊体育学校企画室長                                   | 中央管制気象隊付 →1994年6月15日 退職（1等陸佐昇任）         |
| 13 | 芝本昌夫             | 1994年03月23日 - 1995年07月31日 | 東部方面航空隊副隊長                                     | 陸上自衛隊航空学校総務部長                                  |
| 14 | 岩崎重雄             | 1995年08月01日 - 1997年07月31日 | 陸上自衛隊航空学校霞ヶ浦分校 教育課長                    | 陸上自衛隊航空学校（霞ヶ浦）勤務                            |
| 15 | 岡村壽久 （2等陸佐） | 1997年08月01日 - 1999年07月31日 | 中央管制気象隊副隊長                                     | 中央管制気象隊付 →1999年11月18日 退職（1等陸佐昇任）        |
| 16 | 小山田隆             | 1999年08月01日 - 2001年03月26日 | 東部方面総監部調査部調査課長                             | 情報本部                                                    |
| 17 | 前田絹代             | 2001年03月27日 - 2003年07月31日 | 陸上自衛隊幹部学校付                                     | 情報本部                                                    |
| 18 | 河野実               | 2003年08月01日 - 2005年07月31日 | 第12ヘリコプター隊長                                     | 陸上自衛隊中央業務支援隊                                    |
| 19 | 井上和典             | 2005年08月01日 - 2008年07月31日 | 陸上自衛隊研究本部企画調整官                             | 東部方面総監部防衛部防衛課 陸上連絡官                       |
| 20 | 渡邉俊一             | 2008年08月01日 - 2010年07月31日 | 西部方面航空隊副隊長                                     | 板妻駐屯地業務隊長                                          |
| 21 | 稲葉貞志             | 2010年08月01日 - 2011年06月30日 | 東北方面航空隊副隊長                                     | 陸上自衛隊航空学校宇都宮分校長 兼 北宇都宮駐屯地司令        |
| 22 | 小森武彦             | 2011年07月01日 - 2013年03月31日 | 陸上幕僚監部装備部航空機課 航空安全班長                  | 北部方面航空隊副隊長                                        |
| 23 | 古川昭彦             | 2013年04月01日 - 2015年11月30日 | 西部方面航空隊副隊長                                     | 東北方面航空隊副隊長                                        |
| 24 | 鈴木力               | 2015年12月01日 - 2017年03月22日 | 第12ヘリコプター隊長                                     | 第1輸送ヘリコプター群長                                     |
| 25 | 安藤和幸             | 2017年03月23日 - 2019年03月22日 | 第12ヘリコプター隊長                                     | 陸上自衛隊会計監査隊副隊長                                  |
| 26 | 橋本哲彰             | 2019年03月23日 - 2020年03月15日 | 東部方面航空隊副隊長                                     | 退職 →2020年3月25日 群馬県防災航空センター 安全運航管理主監 |
| 27 | 小林貴               | 2020年03月16日 - 2021年12月21日 | 東北方面総監部人事部人事課長                             | 東部方面ヘリコプター隊長                                    |
| 28 | 泉善之               | 2021年12月22日 - 2024年07月31日 | 東部方面航空隊副隊長                                     | 第4師団司令部付 →2024年9月17日 退職                         |
| 29 | 吉田智               | 2024年08月01日 -                | 陸上自衛隊教育訓練研究本部勤務 →2025年7月1日 1等陸佐昇任 |                                                             |